# The Cut (Südgeorgien)
The Cut (englisch für Der Schnitt) ist eine seichte und mit Felsen durchsetzte Meerenge an der Nordküste Südgeorgiens. Sie liegt zwischen Babe Island und der Westseite der Einfahrt zur Cobblers Cove.
Wissenschaftler der Discovery Investigations kartierten den Wasserweg 1929 und gaben ihm seinen deskriptiven Namen.